# Pink Pineapple
Pink Pineapple (jap. ピンクパイナップル, Pinku Painappuru, dt. „Pinke Ananas“) ist ein japanischer Produzent für animierte Pornografie (Hentai), hauptsächlich für den Videomarkt (Original Video Animation). Die Werke sind meist Adaptionen von pornografischen (Hentai) Manga.
Gegründet wurde es 1994. Es arbeitete verstärkt mit dem Spieleentwickler élf zusammen und war auch bei der Produktion der animierten Zwischensequenzen von deren Erogēs beteiligt. Neben dem Vertrieb der Videos auf traditionellem Wege, startete das Studio einen Pinpai-TV genannten kommerziellen Dienst, über den die Filme als Stream bezogen werden können.

## Werke

### Original Video Animations
- 1994: Dōkyūsei – Natsu no Owari ni
- 1994: Nageki no Kenkō Yūryōji
- 1995: Dōkyūsei Climax
- 1995: Dragon Rider
- 1995: Elf no Waka Okusama
- 1995: Magical Twilight
- 1996: Akiko
- 1996: Can Can Bunny Extra
- 1996: Dōkyūsei 2
- 1996: Inju Alien
- 1997: Dōsōkai: Yesterday Once More
- 1997: Etchies
- 1997: Gloria
- 1998: Hōkago Renai Club: Koi no Étude
- 1999: Dōkyūsei 2 Special: Sotsugyōsei
- 1999: Injū Nerawareta Hanayome
- 2000: Angels in the Court
- 2001: Ai Shimai – Futari no Kajitsu
- 2001: Ail Maniax – Imma Seifuku Kari & Majogari no Yoru ni
- 2001: Chijoku Kankin - Ochita Tenshi-tachi
- 2001: Dvine [Luv]
- 2001: Hi-Me-Go-To
- 2001: Usagi-chan de Cue!!
- 2002: Ashita no Yukinojō
- 2002: Mizuiro
- 2003: Ai Shimai 2 – Futari no Kajitsu
- 2003: Binetsukko ♭37℃
- 2003: Bondage Game – Shinsō no Reijō-tachi
- 2003: Elufina - Inyoru e to Urareta Ōkoku de… The Animation
- 2003: Hōkago Mania Club
- 2003: Masaru Ashita no Yukinojō 2
- 2004: Ai Shimai: Tsubomi… Yogoshite Kudasai
- 2005: Hininden Gausu
- 2006: Anejiru The Animation - Shirakawa Sanshimai ni Omakase
- 2006: Kakyūsei 2 – Kihana Kotobashū
- 2007: Accelerando – Datenshi-tachi no Sasayaki
- 2007: Aneki… My Sweet Elder Sister The Animation
- 2007: Hitozuma Cosplay Kissa 2 - Hitozuma Love Love Cosplay OVA
- 2007: Kakyūsei 2 – Sketchbook
- 2008: Alignment You! You! The Animation
- 2008: Ero-Manga Mitai na Koi Shiyō
- 2009: Hitoriga The Animation
- 2010: Anejiru 2 The Animation - Shirakawa Shimai ni Omakase
- 2011: B-Chiku Beach – Nangoku Nyūjoku Satsueikai
- 2011: Buta Hime-sama
- 2012: Hishoka Drop The Animation

### Weitere Anime-Produktionen
- 1999: Kakyūsei (Fernsehserie)